# Globoppia cochlearium
Globoppia cochlearium är en kvalsterart som först beskrevs av Paoli 1908.  Globoppia cochlearium ingår i släktet Globoppia och familjen Oppiidae. Inga underarter finns listade i Catalogue of Life.